# Groupe d'IC 1066
Le groupe d'IC 1066 comprend au moins 15 galaxies situées dans la constellation de la Vierge. La distance moyenne entre ce groupe et la Voie lactée est d'environ 26,8 Mpc (∼87,4 millions d'al). 

## Membres
Le tableau ci-dessous liste les 15 galaxies qui sont indiquées dans l'article d'Abraham Mahtessian publié en 1998. 
Plusieurs galaxies de ce groupe se retrouvent dans trois autres groupes selon d'autres sources, soit le groupe de NGC 5775, le groupe de NGC 5806 et le groupe de NGC 5846.
| Nom       | Classification | Type           | α (J2000.0)   | δ (J2000.0) | Vitesse radiale (km/s) | Magnitude apparente | Distance (Mpc) | Diamètre (kal) |
| --------- | -------------- | -------------- | ------------- | ----------- | ---------------------- | ------------------- | -------------- | -------------- |
| IC 1066   | Sab            | Spirale        | 14h 53m 02.8s | 03° 17′ 46″ | 1565 ± 3               | 13,2                | 26,1 ± 1,8     | 46             |
| IC 1067   | SB(s)b         | Spirale barrée | 14h 53m 05.2s | 03° 19′ 54″ | 1578 ± 1               | 12,2                | 26,3 ± 1,9     | 62             |
| NGC 5770  | SB0            | Lenticulaire   | 14h 53m 15.0s | 03° 57′ 35″ | 1471 ± 5               | 12,3                | 24,7 ± 1,8     | 33             |
| NGC 5774  | SBcd,          | Spirale barrée | 14h 53m 42.4s | 03° 34′ 57″ | 1568 ± 1               | 12,1                | 26,2 ± 1,8     | 70             |
| NGC 5775  | SBc?           | Spirale barrée | 14h 53m 57.6s | 03° 32′ 40″ | 1676 ± 2               | 11,4                | 27,8 ± 2,0     | 80             |
| NGC 5806  | SBb?,          | Spirale barrée | 15h 00m 00.4s | 01° 53′ 29″ | 1347 ± 2               | 11,7                | 22,8 ± 1,6     | 74             |
| NGC 5813  | E1-2           | Elliptique     | 15h 01m 11.2s | 01° 42′ 07″ | 1956 ± 5               | 10,5                | 31,8 ± 2,2     | 123            |
| NGC 5831  | E3             | Elliptique     | 15h 04m 07.0s | 01° 13′ 12″ | 1630 ± 2               | 11,5                | 26,9 ± 1,9     | 64             |
| NGC 5839  | SAB0^0?(rs)    | Lenticulaire   | 15h 05m 27.5s | 01° 38′ 05″ | 1220 ± 5               | 12,7                | 20,8 ± 1,5     | 35             |
| NGC 5838  | SA0-1          | Lenticulaire   | 15h 05m 26.2s | 02° 05′ 58″ | 1252 ± 4               | 10,9                | 21,3 ± 1,5     | 121            |
| NGC 5845  | E?             | Elliptique     | 15h 06m 00.8s | 01° 38′ 02″ | 1664 ± 3               | 12,5                | 27,4 ± 1,9     | 30             |
| NGC 5846  | E0-1           | Elliptique     | 15h 06m 29.3s | 01° 36′ 20″ | 1712 ± 5               | 10,0                | 28,1 ± 2,0     | 114            |
| NGC 5854  | SB0^+(s)       | Lenticulaire   | 15h 07m 47.7s | 02° 34′ 07″ | 1663 ± 5               | 11,9                | 27,3 ± 1,9     | 58             |
| NGC 5864  | SB0^0(s)?      | Lenticulaire   | 15h 09m 35.5s | 03° 03′ 10″ | 1885 ± 4               | 11,8                | 30,5 ± 2,2     | 64             |
| NGC 58691 | S0^0?          | Lenticulaire   | 15h 09m 49.4s | 00° 28′ 12″ | 2085 ± 4               | 11,9                | 33,5 ± 2,4     | 64             |

- 1 NGC 5865 dans la liste de Mahtessian, une erreur d'identification que l'on retrouve ailleurs, comme sur la base de données Simbad.

Le site DeepskyLog permet de trouver aisément les constellations des galaxies mentionnées dans ce tableau ou si elles ne s'y trouvent pas, l'outil du site constellation permet de le faire à l'aide des coordonnées de la galaxie. Sauf indication contraire, les données proviennent du site NASA/IPAC.